# Náboženská obec Církve československé husitské v Brandýse nad Labem
Náboženská obec Církve československé husitské v Brandýse nad Labem je společenství členů Církve československé husitské v Brandýse nad Labem.

## Historie a současnost
Náboženská obec zahájila svou činnost velmi krátce po založení domovské církve. První bohoslužby Církve československé v Brandýse nad Labem se konaly v červnu roku 1922 v budově místní školy. Zpočátku probíhaly jednou měsíčně, od roku 1925 dvakrát do měsíce. Náboženská obec byla státem schválena v listopadu 1925 a o tři roky později, v září 1928, město slavnostně předalo k užívání kostel sv. Vavřince – první sbor v celém Polabí.
Tento raně gotický chrám z poloviny 13. století měl pestrou minulost. V době husitské sloužil církvi podobojí, avšak po období protireformace zůstal bez užívání. Koncem 18. století byl prodán a postupně se proměnil v sýpku, arsenál, izolační nemocnici, skladiště i tělocvičnu. Od roku 1928 se však jeho prostory znovu naplnily duchovním životem církve.
Farní kancelář se po mnoha stěhováních usídlila v roce 1977 v pronajatých prostorách římskokatolické fary. V roce 2002 obec odprodala část parcely, aby na zbývajícím místě mohl vyrůst sborový dům. Ten již stojí i díky pomoci Pražské diecéze, jmenuje se Pavéza. Stal se místem setkávání i kulturních akcí.